# Foldfjorden
Foldfjorden er en ca. 10 km lang fjord som ligger på Ertvågsøen i Aure kommune i Møre og Romsdal fylke i Norge. Den er omgivet af flotte omgivelser med et rigt dyreliv. Øen har også en  stor hjortebestand.